# Declan Brooks
Pour les articles homonymes, voir Brooks.
Declan Brooks (né le 10 juillet 1996 à Portsmouth) est un coureur cycliste britannique. Spécialiste du BMX freestyle, il est médaillé de bronze de la discipline aux Jeux olympiques d'été de 2020.

## Palmarès en BMX

### Jeux olympiques
- Tokyo 2020
  -  Médaillé de bronze du BMX freestyle Park

### Championnats d'Europe
- Cadenazzo 2019
  -  Médaillé de bronze du BMX freestyle Park